# Pińczów Towarowy
Pińczów Towarowy – stacja kolejowa w Pińczowie, w gminie Pińczów, w powiecie pińczowskim, w województwie świętokrzyskim, w Polsce.
Stacja została otwarta wraz z budową linii 12 stycznia 1950 roku. W 2006 roku linia została rozebrana, a stacja zlikwidowana. Stacja obsługiwała tylko ruch towarowy.